# 이종희 (방송인)
이종희는 대한민국의 방송인이다.

## MC
- 2016년 ~ 현재 아이넷TV 《가요사랑콘서트》

## 수상
- 2011년 슈퍼걸콘테스트2011 전문MC상
- 2012년 제20회 대한민국문화연예대상 전문MC상